# Уткин, Яков Васильевич
Яков Васи́льевич Уткин (1903 — 8 июля 1943) — подполковник, командир 438-го истребительного авиационного полка. Первый начальник Саратовской военной авиационной школы пилотов.

## Биография
Яков Васильевич Уткин родился в 1903 году в Мезенском уезде, Архангельской губернии, в семье рабочих. Русский. Член ВКП(б) с 1924 года. До призыва в Красную Армию в 1925 году имел три класса образования. Яков Васильевич много работал над повышением своего общеобразовательного уровня и уже в армии в течение года освоил самостоятельно учебную программу за семь классов. В 1927 году он успешно окончил Военнотеоретическую школу ВВС, в конце 1928 года – Севастопольскую военную школу лётчиков, в 1936-м – Липецкую высшую лётно-тактическую школу.
Это был волевой командир и отличный лётчик, умелый организатор и воспитатель подчинённых. Под его непосредственным руководством происходило формирование Саратовской военной авиационной школы пилотов, обучение первых выпускников на самолётах Р-5 и переход на подготовку военных пилотов-планеристов для Воздушно-десантных войск Красной Армии. 
В 1942 году подполковник Уткин был направлен на фронт штурманом в 27-й истребительный авиационный полк (205-й истребительной авиационной дивизии, под командование Владимира Ивановича Боброва.

из Наградного листа:

За время учебной и боевой работы на фронте Великой Отечественной войны с 20 января по н/в товарищ Уткин проявил себя как неутомимый лётчик истребитель. Как штурман полка, отлично передал свои знания молодому лётному составу, благодаря чему лётный состав чувствует себя в воздухе уверенно и спокойно, прекрасно зная район боевых действий. Товарищ Уткин, не смотря на свои 40 лет, как истребитель, смело рвётся в бой, ищет врага и храбро с минимальных дистанций ведёт огонь по фашистским стервятникам. Этим самым показывая молодому лётному составу порыв и желание драться с врагом и любить лётное дело и беречь свои самолёты.
14.05.1943 противник пытался бомбить наш аэродром. Тов.Уткин смело ринулся в воздух на врага и помещал бомбить аэродром. В этом воздушном бою лично сбил один самолёт противника Ю-87.

7 июня 1943 года был назначен командиром 438-го истребительного авиационного полка. 
8 июля 1943 году Яков Васильевич погиб (пропал без вести) в одном из воздушных боёв на Курской дуге.

## Награды и звания
- Орден Отечественной войны II степени